# 마흐디 알리
마흐디 알리 하산 레다(아랍어: مهدي علي, Mahdi Ali Hassan Redha, 1965년 4월 20일 ~ )는 아랍에미리트의 전 축구 선수이자 축구 감독이다. 현재 아랍에미리트 축구 국가대표팀을 맡고 있으며, 2015년 AFC 아시안컵 8강전에서 일본 축구 국가대표팀을 꺾는 등 무서운 활약을 보여주었으나, 2017년 3월 28일 사임하였다.